# Marine (fumetto)
Marine, originariamente intitolata Marine, fille de pirate, è una serie a fumetti francese per ragazzi, scritta da François Corteggiani e disegnata da Pierre Tranchand. È stata pubblicata dal 1979 al 1992 su vari periodici (Pif Gadget, Le Journal de Mickey e Hello Bédé).
La serie è ambientata nella seconda metà del XVIII secolo (il primo racconto parla del maggio 1775). Marine è la figlia orfana di Caiman, un famoso pirata scomparso. La serie racconta le sue avventure in giro per il mondo, in compagnia del suo cane Pépito e degli ex bucanieri che navigavano con suo padre, tra cui Tabasco e Tafia. Marine ha anche un dono per il ventriloquismo che usa in certe situazioni.

## Pubblicazioni

### Periodici
- Marine, ragazza pirata, in Pif Gadget[1]:

La pubblicazione di Marine inizia nel 1979 su Pif Gadget n. 544 con il titolo Marine, fille de pirate. I racconti avevano la forma di brevi narrazioni di una mezza dozzina di tavole Queste storie sono state raccolte vent'anni dopo nei cinque album Les Mini-aventures de Marine, pubblicati da Clair de Lune, tra il 2003 e il 2006.
- Marine, nel Le Journal de Mickey[2][8], :

Gli autori hanno ripreso la serie, con il nome di Marine, dal 1984 su Le Journal de Mickey (n. 1673), poi su Hello Bédé (n. 9028) dal 1990. Le avventure assunsero ora la forma di storie complete e pubblicate in forma seriale. In questa occasione, lo stile grafico della serie è stato significativamente modificato dagli autori. Le prime cinque storie di questa nuova serie sono state pubblicate in albi da Hachette, le successive quattro dall'editore Lombard. Gli 11 album sono stati ristampati da Clair de Lune tra il 2002 e il 2006, con nuove copertine disegnate da Pierre Tranchand.

### Album
Gli album sono stati pubblicati da Hachette tra il 1984 e il 1992, poi ristampati da Clair de lune, nella collana "Espiègle", dal 2002 al 2006, con colori rielaborati da Pierre Leoni.
- 1, Le Serment de la tour noire[10], Hachette, ottobre 1984. Sceneggiatura: François Corteggiani - Disegno: Pierre Tranchand[11]
- 2, Cap au large, Hachette, maggio 1985 Sceneggiatura: François Corteggiani - Disegno : Pierre Tranchand[12]- Colori: Brigitte Findakly
- 3, Le Trésor du caïman, Hachette, ottobre 1985
  - Sceneggiatura: François Corteggiani - Disegno : Pierre Tranchand[13] - Colori: Brigitte Findakly
- 4, L'Empereur des singes, Hachette, giugno 1986 Sceneggiatura: François Corteggiani - Disegno : Pierre Tranchand[14]- Colori:  Jacqueline Guénard
- 5, Les Yeux de Kukulkan, Hachette, ottobre 1987 Sceneggiatura: François Corteggiani - Disegno : Pierre Tranchand[15]  - Colori:  Jacqueline Guénard
- 6, Les Lutins de Morleroc, Hachette, novembre 1988 Sceneggiatura: François Corteggiani - Disegno : Pierre Tranchand[16]  - Colori:  Jacqueline Guénard
- 7 Traquenard en Corse, Hachette, ottobre 1989 Sceneggiatura: François Corteggiani - Disegno : Pierre Tranchand[17] - Colori:  Jacqueline Guénard
- 8 La Princesse engloutie, Hachette, settembre 1990 Sceneggiatura: François Corteggiani - Disegno : Pierre Tranchand[18] - Colori:  Jacqueline Guénard
- 9 Les Demoiselles du Québec, Hachette, marzo 1992 Sceneggiatura: François Corteggiani - Disegno : Pierre Tranchand[19] - Colori:  Jacqueline Guénard